# Government Camp

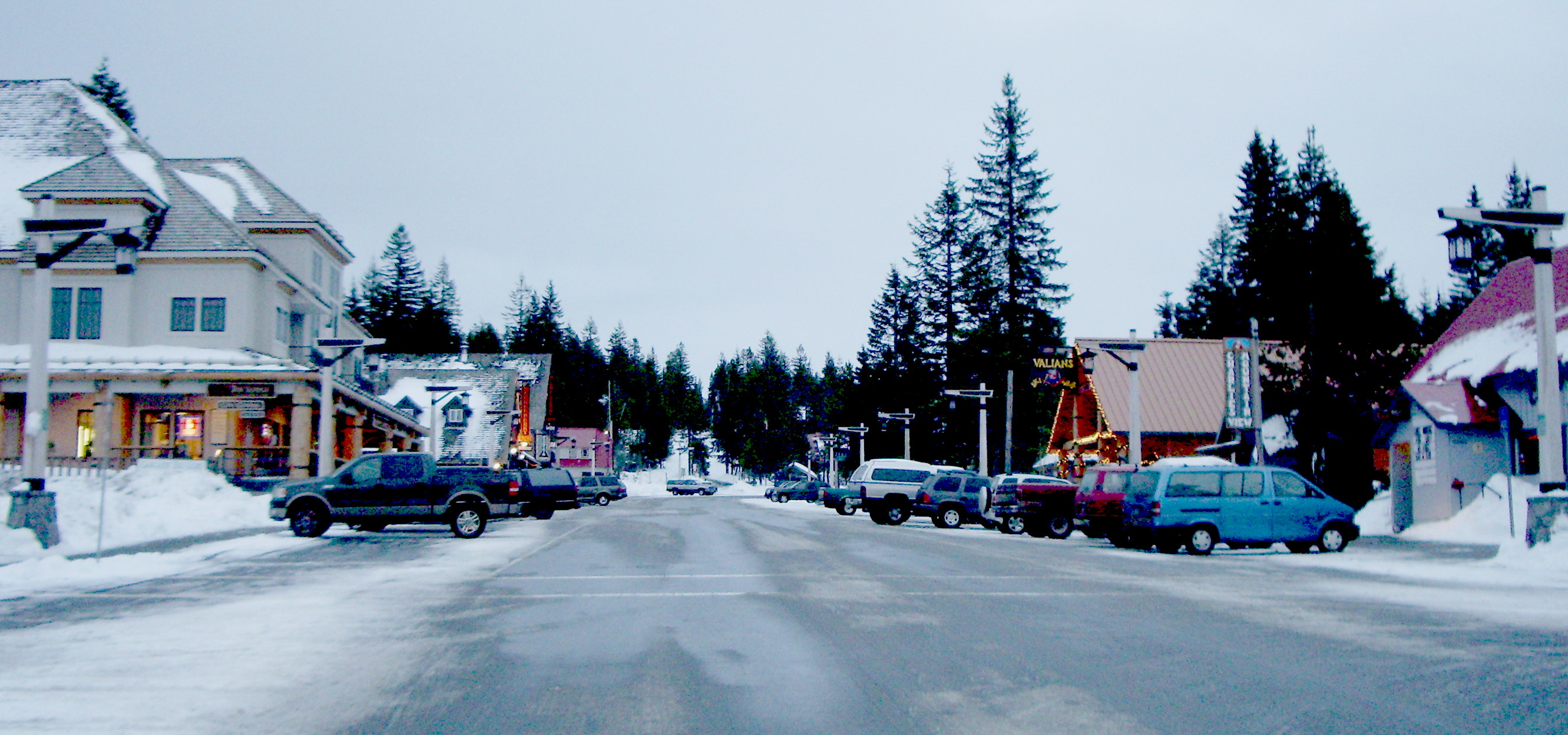
Government Camp.

Government Camp est une petite localité non incorporée située dans le comté de Clackamas dans l'Oregon au nord-ouest des États-Unis. Elle est plus précisément localisée dans la région du mont Hood, un important volcan. La localité est un lieu de passage important pour les personnes qui se rendent dans les stations voisines de sports d'hiver Timberline Lodge, Mount Hood Skibowl et Mount Hood Meadows.
Son nom lui a été donné par des colons empruntant la route Barlow après avoir découvert plusieurs chariots abandonnés à cet endroit par le Regiment of Mounted Riflemen. En 2010, des projets sont en cours en vue d'incorporer la localité en tant que cité.